# Wacławka
Wacławka, także Działynia (nazwa lokalna – Kople oraz Skałki) – najwyższa góra Wzgórz Bielawskich, a także Wzgórz Niemczańsko-Strzelińskich o wysokości 473,8 m n.p.m.. Nie jest zagospodarowana turystycznie, w przeciwieństwie do pobliskiej Góry Parkowej.

## Położenie
Góra znajduje się obok wsi Różana i Lutomierza, przy wzgórzach Olbrachtówka i Sośninka.